# Hikutaia
Hikutaia est une localité située dans la plaine d'Hauraki (en) dans l’île du Nord de la Nouvelle-Zélande.

## Situation
Elle siège sur le trajet de la route State Highway 26/S H 26 (en), au sud-est de la ville de Thames et au nord de celle de Paeroa.

## Géographie
La rivière Hikutaia court à partir de la chaîne de Coromandel (en) à travers cette zone pour rejoindre le fleuve Waihou,.

## Histoire et culture
Le secteur a eu une riche histoire du fait de l’existence du village māori avec plusieurs pā situés à proximité.
James Cook et Joseph Banks remontèrent le fleuve Waihou le 20 novembre 1769 et débarquèrent près de la ville de Hikutaia.
Ils furent impressionnés par la présence de kahikatea, qui formaient une forêt dense dans le secteur.
Banks le décrivit comme «le meilleur bois que mes yeux aient vus»
En 1794, agissant selon la description de Cook concernant la forêt, le Capitaine Dell et son équipage sur le bateau nommé Fancy campèrent sur une place nommée Graves End, qui est maintenant la ville d'Hikutaia, et ils y prirent en charge avec l'aide des Māori locaux de 213 arbres de type kahikatea.
Finalement au moins 5 bateaux vinrent y charger des grumes jusqu’à la fin du siècle.
Seuls 4 européens vivaient alors à Hikutaia en 1799, aidant au commerce du bois par la vente du travail des Māori.
Ces hommes vivaient avec et se marièrent avec des femmes Māori.
Des mésententes culturelles entre les commerçants et les Māori locaux conduisaient parfois à des violences.
Plus tard, la ville d’Hikutaia fut aussi connue dans le milieu des années 1960 pour la fabrication de fromages.

### Marae
Le Marae d'Hikutaiā est un terrain de rencontre traditionnel pour la tribu locale des Ngāti Maru (en).
Les Ngāti Paoa (en) ont aussi vécu traditionnellement dans ce secteur.

## Éducation
- L’école de Hikutaia School est une école mixte, assurant tout le primaire, allant des années 1 à 8 avec un taux de décile de 4 et un effectif de 86 élèves[9].